# Heian jondan
Heian jondan je čtvrtá žákovská kata (型) Šótókan karate. Kata obsahuje několik nových technik jako džúdži-uke, kakiwake-uke, nebo hiza-geri. Heian jondan je přípravnou katou pro katu Kankú-dai (観空大) se kterou má podobné techniky. Některými je tato kata považována za nejtěžší ze série kat Heian. Heian jondan je nutné umět pro úspěšné složení zkoušek na první fialový pás (5. kyu).

## Použité techniky

### Postoje
- zenkucu-dači (前屈立ち)
- kósa-dači (交差立)
- kókucu-dači (後屈立ち)
- aši-dači

### Údery
- oi-cuki (追い突き)
- gjaku-cuki (逆突き)

### Bloky/kryty
- džódan-uke (上段受け)
- džúdži-uke (十字受け)
- morote-uči-uke (諸手内受け)
- mawaši-uči (回し打ち)
- empi-uči (猿臂打ち)
- šutó-uči (手刀打ち)
- kakiwake-uke (掻き分け受け)[1]
- šutó-uke (手刀受け)

### Kopy
- mae-geri (přímý kop, 前蹴り)
- joko-geri-keage (kyvadlový kop do boku, 横蹴り蹴上げ)
- hiza-geri (kop kolenem, 膝蹴り)

Počet technik: 27

Doba cvičení:  cca 30 sekund